# Pissos
Pissos [pisɔs] (Pissòs, en occitan) est une commune du Sud-Ouest de la France, située dans le département des Landes (région Nouvelle-Aquitaine).

## Géographie

### Localisation
Commune située dans la forêt des Landes, traversée par la Grande Leyre et faisant partie du parc naturel régional des Landes de Gascogne.

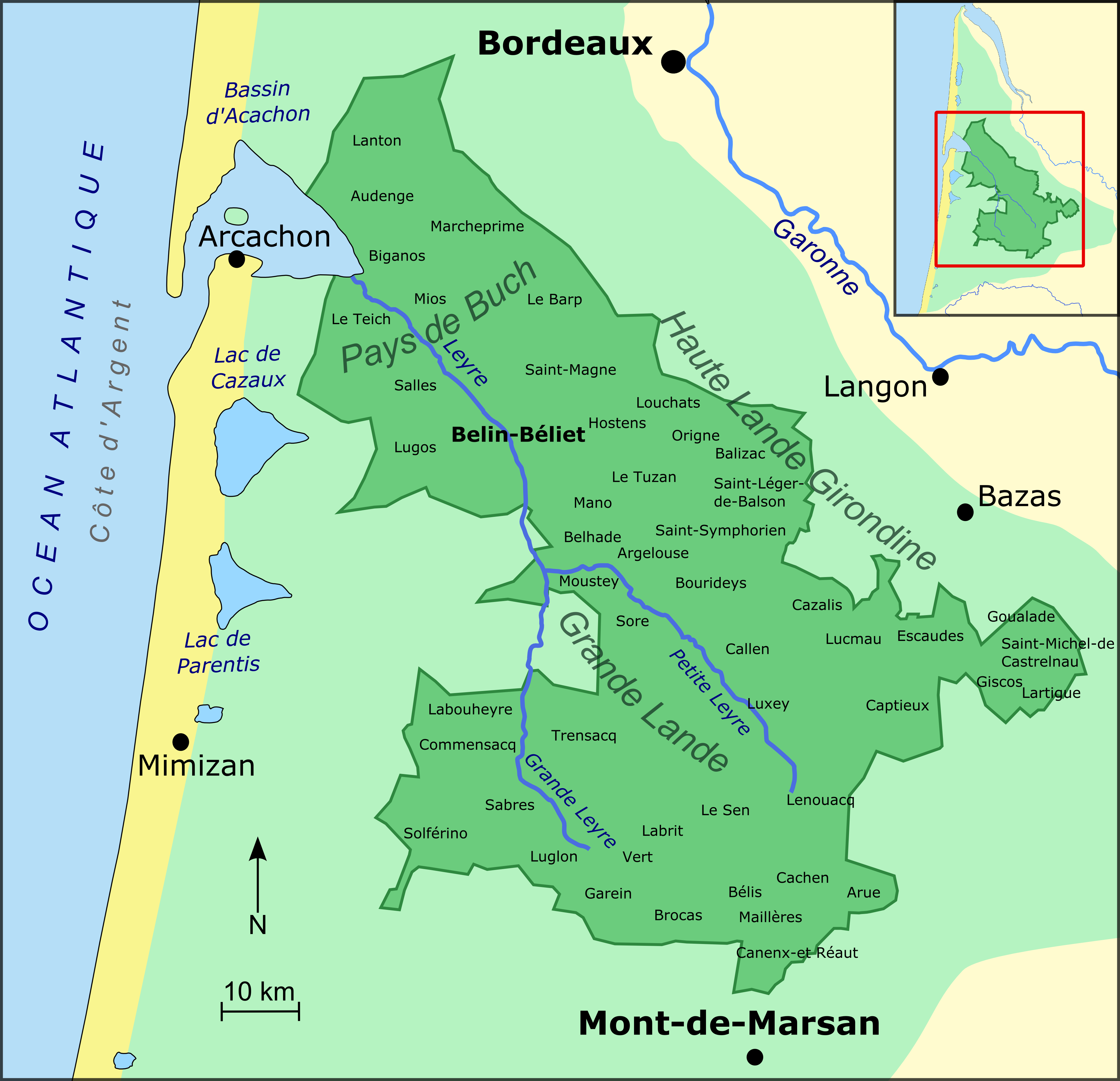
Carte du parc naturel régional des Landes de Gascogne de 1970 à 2014.

### Communes limitrophes
Les communes limitrophes sont Belhade, Commensacq, Labouheyre, Liposthey, Moustey, Saugnac-et-Muret, Sore et Trensacq.
| Saugnac-et-Muret | Moustey    | Belhade  |
| Liposthey        | Pissos     | Sore     |
| Labouheyre       | Commensacq | Trensacq |

### Climat
Le climat qui caractérise la commune est qualifié, en 2010, de « climat océanique altéré », selon la typologie des climats de la France qui compte alors huit grands types de climats en métropole. En 2020, la commune ressort du même type de climat dans la classification établie par Météo-France, qui ne compte désormais, en première approche, que cinq grands types de climats en métropole. Il s’agit d’une zone de transition entre le climat océanique et les climats de montagne et le climat semi-continental. Les écarts de température entre hiver et été augmentent avec l'éloignement de la mer. La pluviométrie est plus faible qu'en bord de mer, sauf aux abords des reliefs.
Les paramètres climatiques qui ont permis d’établir la typologie de 2010 comportent six variables pour les températures et huit pour les précipitations, dont les valeurs correspondent à la normale 1971-2000. Les sept principales variables caractérisant la commune sont présentées dans l'encadré ci-après.
| Paramètres climatiques communaux sur la période 1971-2000 - Moyenne annuelle de température : 12,9 °C - Nombre de jours avec une température inférieure à −5 °C : 2,5 j - Nombre de jours avec une température supérieure à 30 °C : 6,6 j - Amplitude thermique annuelle : 14,3 °C - Cumuls annuels de précipitation : 1 039 mm - Nombre de jours de précipitation en janvier : 11,9 j - Nombre de jours de précipitation en juillet : 7,5 j |

Avec le changement climatique, ces variables ont évolué. Une étude réalisée en 2014 par la Direction générale de l'Énergie et du Climat complétée par des études régionales prévoit en effet que la  température moyenne devrait croître et la pluviométrie moyenne baisser, avec toutefois de fortes variations régionales. La station météorologique de Météo-France installée sur la commune et mise en service en 1951 permet de connaître en continu l'évolution des indicateurs météorologiques. Le tableau détaillé pour la période 1981-2010 est présenté ci-après.
| Mois                                  | jan.           | fév.           | mars            | avril       | mai           | juin          | jui.          | août            | sep.            | oct.            | nov.             | déc.            | année     |
| ------------------------------------- | -------------- | -------------- | --------------- | ----------- | ------------- | ------------- | ------------- | --------------- | --------------- | --------------- | ---------------- | --------------- | --------- |
| Température minimale moyenne (°C)     | 1,4            | 1,4            | 3               | 5,2         | 9             | 12,1          | 13,7          | 13,6            | 10,6            | 8,3             | 4,4              | 2,2             | 7,1       |
| Température moyenne (°C)              | 6,2            | 7,1            | 9,7             | 11,9        | 15,8          | 19            | 21,1          | 21,1            | 18              | 14,4            | 9,4              | 6,6             | 13,4      |
| Température maximale moyenne (°C)     | 11             | 12,8           | 16,4            | 18,6        | 22,7          | 25,9          | 28,5          | 28,6            | 25,5            | 20,5            | 14,4             | 11,1            | 19,7      |
| Record de froid (°C) date du record   | −21 16.01.1985 | −19 13.02.1956 | −13,3 01.03.05  | −6 07.04.21 | −2,8 06.05.19 | 0,5 01.06.06  | 2 01.07.1959  | 0 26.08.1967    | −1,2 21.09.1977 | −5,5 30.10.1997 | −12,2 23.11.1988 | −14,5 17.12.01  | −21 1985  |
| Record de chaleur (°C) date du record | 22,6 01.01.22  | 27,9 27.02.19  | 30,5 25.03.1955 | 36 30.04.05 | 38 27.05.05   | 43,4 18.06.22 | 41,3 23.07.19 | 41,5 28.08.1991 | 38,9 16.09.1987 | 33,4 02.10.01   | 27,9 08.11.15    | 22,5 16.12.1989 | 43,4 2022 |
| Précipitations (mm)                   | 97,5           | 80,6           | 73,8            | 89,5        | 81,8          | 68,1          | 60,3          | 64,4            | 80,1            | 104,1           | 121,9            | 101,3           | 1 023,4   |

## Urbanisme

### Typologie
Au 1er janvier 2024, Pissos est catégorisée bourg rural, selon la nouvelle grille communale de densité à sept niveaux définie par l'Insee en 2022.
Elle est située hors unité urbaine et hors attraction des villes,.

### Occupation des sols

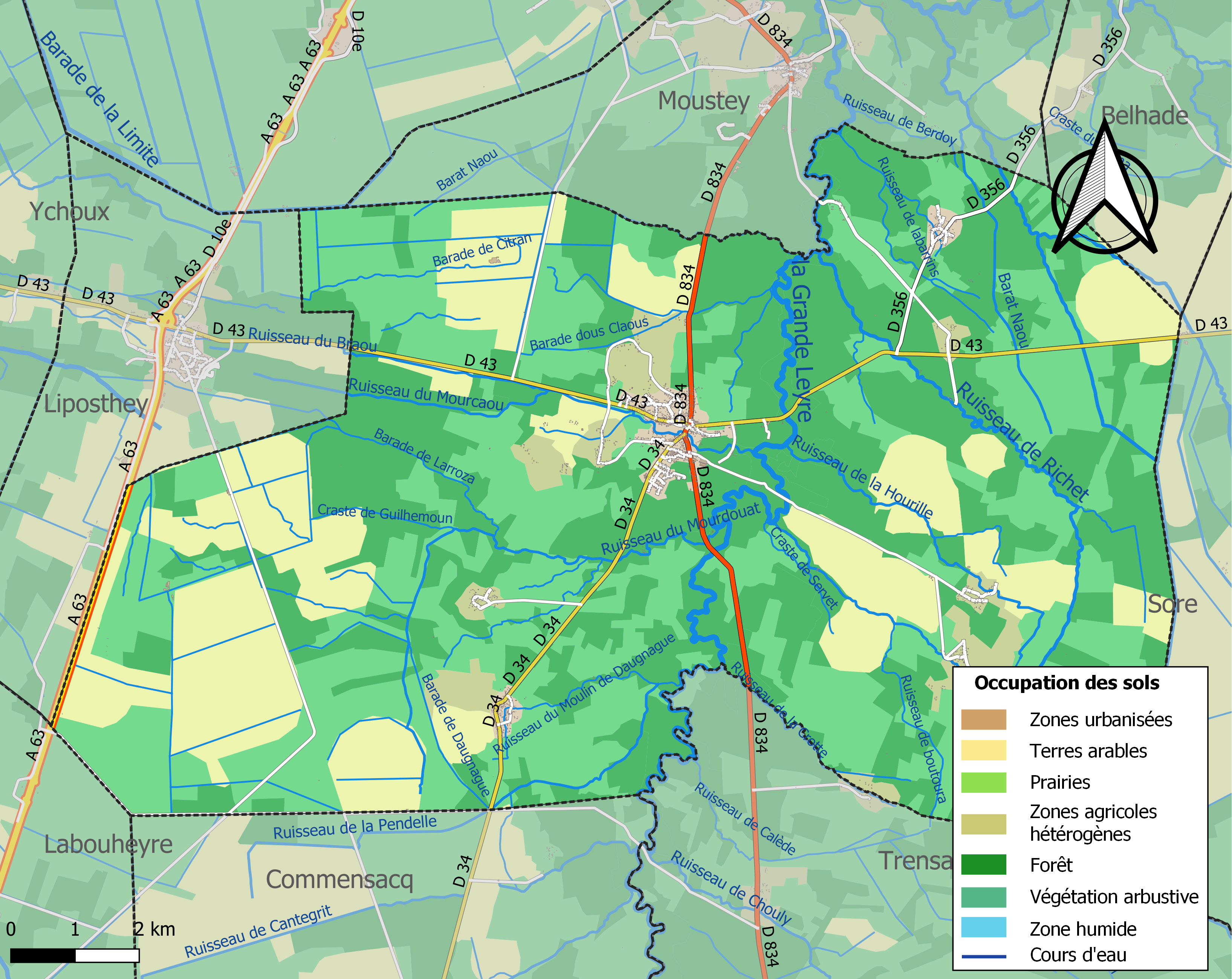
Carte des infrastructures et de l'occupation des sols de la commune en 2018 (CLC).

L'occupation des sols de la commune, telle qu'elle ressort de la base de données européenne d’occupation biophysique des sols Corine Land Cover (CLC), est marquée par l'importance des forêts et milieux semi-naturels (75,5 % en 2018), en diminution par rapport à 1990 (81,2 %). La répartition détaillée en 2018 est la suivante : 
milieux à végétation arbustive et/ou herbacée (38,1 %), forêts (37,4 %), terres arables (19,8 %), zones agricoles hétérogènes (3,3 %), zones urbanisées (1,4 %). L'évolution de l’occupation des sols de la commune et de ses infrastructures peut être observée sur les différentes représentations cartographiques du territoire : la carte de Cassini (XVIIIe siècle), la carte d'état-major (1820-1866) et les cartes ou photos aériennes de l'IGN pour la période actuelle (1950 à aujourd'hui).

### Voies de communication et transports
La commune est située sur l'ancienne  (déclassée D834) qui permet de la relier vers Moustey, l'autoroute  en direction de Bordeaux et du bassin d'Arcachon (sortie  18 Saugnac-et-Muret), Trensacq, Sabres et Mont-de-Marsan. 

 La route  permet de relier la commune vers les côtes landaises et les Grands Lacs (Biscarrosse, Parentis-en-Born), la voie ferrée (Ychoux), l'autoroute  en direction de Bayonne (sortie  17 Liposthey) et vers l'est des Landes (Sore, Saint-Symphorien, Luxey, Langon, Casteljaloux).

 La route  (traversant Daugnague), relie la commune à Commensacq et vers Labouheyre. La route  (traversant Richet-le-Brous) relie la commune vers l'extrême nord-Landes (Belhade, Mano) et le Sud-Gironde (Hostens).
En voiture, la commune est à équidistance entre le bassin d'Arcachon, Mont-de-Marsan et Biscarrosse (45min de trajet environ). Elle se situe également à 1h de Bordeaux, Langon et Dax, 1h30 de Bayonne, et 2h de Pau et Agen environ.
La commune est desservie par les transports scolaires XLandes vers le collège Félix Arnaudin de Labouheyre et la cité scolaire Saint-Exupéry de Parentis-en-Born. La commune possède au moins une agence de taxis pour accéder aux autres communes et points d'intermodalité.

### Risques majeurs
Le territoire de la commune de Pissos est vulnérable à différents aléas naturels : météorologiques (tempête, orage, neige, grand froid, canicule ou sécheresse), inondations, feux de forêts, mouvements de terrains et séisme (sismicité très faible). Un site publié par le BRGM permet d'évaluer simplement et rapidement les risques d'un bien localisé soit par son adresse soit par le numéro de sa parcelle.
Certaines parties du territoire communal sont susceptibles d’être affectées par le risque d’inondation par débordement de cours d'eau, notamment la Grande Leyre, le ruisseau de Richet, le ruisseau de Montorgueil et la Barade de Sore. La commune a été reconnue en état de catastrophe naturelle au titre des dommages causés par les inondations et coulées de boue survenues en 1999, 2009 et 2020,.
Pissos est exposée au risque de feu de forêt. Depuis le 20 avril 2016, les départements de la Gironde, des Landes et de Lot-et-Garonne disposent d’un règlement interdépartemental de protection de la forêt contre les incendies. Ce règlement vise à mieux prévenir les incendies de forêt, à faciliter les interventions des services et à limiter les conséquences, que ce soit par le débroussaillement, la limitation de l’apport du feu ou la réglementation des activités en forêt. Il définit en particulier cinq niveaux de vigilance croissants auxquels sont associés différentes mesures,.
Les mouvements de terrains susceptibles de se produire sur la commune sont des tassements différentiels.

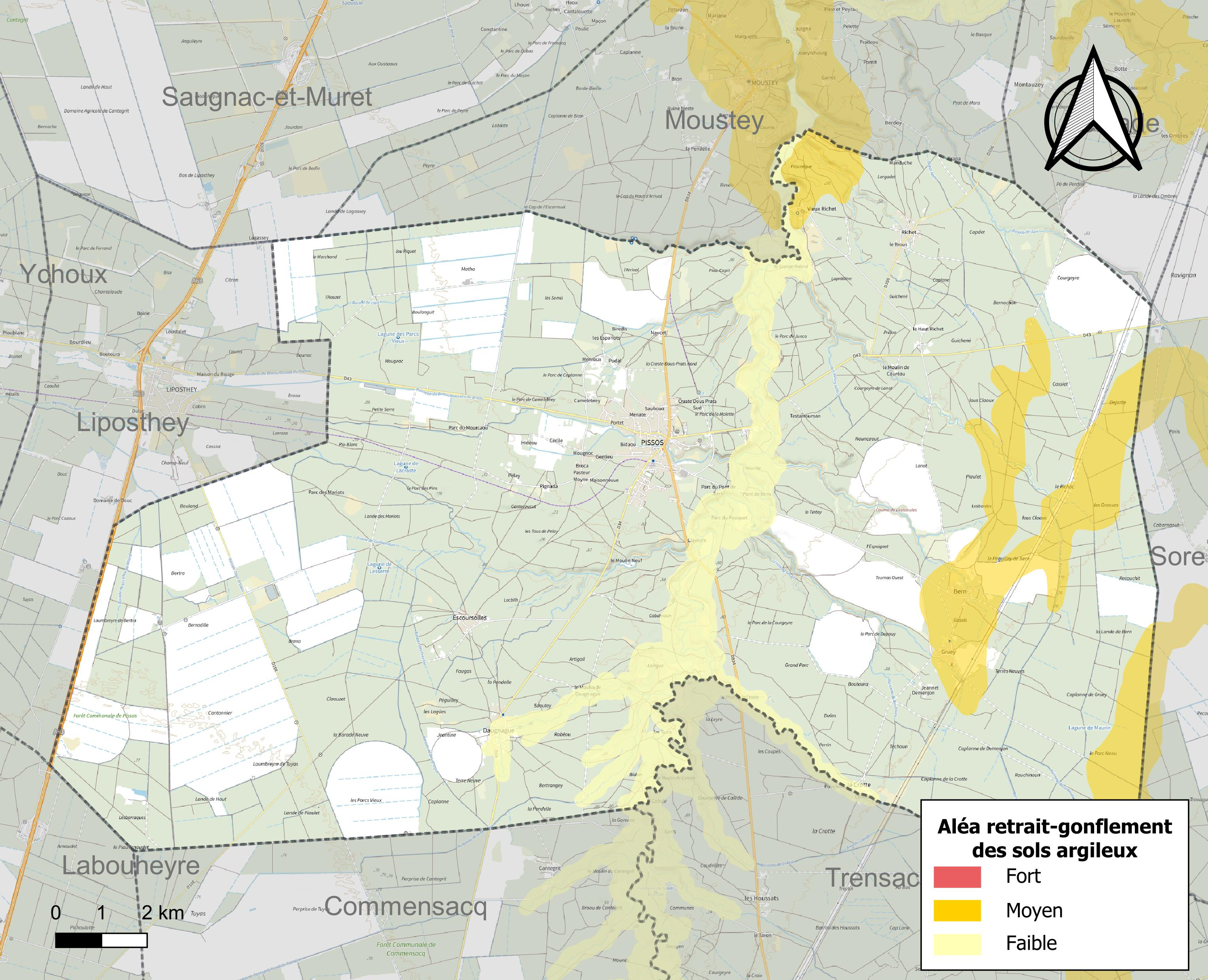
Carte des zones d'aléa retrait-gonflement des sols argileux de Pissos.

Le retrait-gonflement des sols argileux est susceptible d'engendrer des dommages importants aux bâtiments en cas d’alternance de périodes de sécheresse et de pluie. 7,3 % de la superficie communale est en aléa moyen ou fort (19,2 % au niveau départemental et 48,5 % au niveau national). Sur les 842 bâtiments dénombrés sur la commune en 2019, 54 sont en aléa moyen ou fort, soit 6 %, à comparer aux 17 % au niveau départemental et 54 % au niveau national. Une cartographie de l'exposition du territoire national au retrait gonflement des sols argileux est disponible sur le site du BRGM,.
Concernant les mouvements de terrains, la commune a été reconnue en état de catastrophe naturelle au titre des dommages causés par des mouvements de terrain en 1999.

## Toponymie

### Le village
Les premières mentions de Pissos demeurent dans les documents du Duc d'Aliénor en 1152, notamment par la Parrochie de Pissous. Nous pouvons aussi trouver la mention Pissoz au XVIIe siècle.
Dans le nom Pissos, nous retrouvons le suffixe historique commun d'Aquitaine « -os » (présent dans Biganos, Mios, Mézos, Lugos, Ygos-Saint-Saturnin, Guillos, Andernos, Giscos, Cudos, Lados ou encore Auros). Ce suffixe a été contesté par l'écrivain Gerhard Rohlfs, considérant qu'il est dérivé du suffixe -ols puis -ous par abus de langage.
Pissos fait référence à la Lande de Citran notamment par la découverte d'antiquités (pièces de monnaie du IIIe siècle) mentionnant ce lieu au XIXe siècle. Signifiant ville haute (à l'est), il pourrait donc mettre en évidence sa situation par rapport au village légendaire dont le bourg se situait entre Pissos et Liposthey sur l'ancienne voie romaine reliant Burdigala à Astorga, près de la station Tellonum (qui donnera par la suite Liposthey).

### Les autres lieux-dits
- Daugnague, quartier situé sur la route de Commensacq, provient de la maison d'Augnague, relatif au nom de famille de cette maison Aubinius ajouté du suffixe latin -aca donnant avant les abus de langage Aubiniaca.
- La Crotte, lieu-dit au sud-est de la commune, provient du nom de la Demeure en gascon médiéval.
- Testarrouman, lieudit sur la Leyre provient de Testa Arroman et fait référence à un plateau en hauteur pour une frontière (La Bluhe du Tennerre signifiant l'écobuage de la rive frontière)
- Escoursolles, quartier près de la route de Commensacq, provient de escorça (tout comme la commune d'Escource), signifiant "lieu de glandée" (en référence aux forêts)
- Vieux-Richet, anciennement Richet jusqu'en 1972 (l'actuel quartier Richet s'appelait le Brous), provient de Hreishet signifiant "frênaie" en gascon.
- Gruey, quartier excentré au sud-est, provient de "Gruièr" ("groa" signifiant "terre marécageuse" ou "champ clos" + suffixe -arius).
- Naucet, lieudit sur la route de Moustey, provient de "naucet" ("pâturage" en gascon).

## Histoire
Durant le Moyen Age, Pissos était une étape du pèlerinage de Saint-Jacques-de-Compostelle sur la via Turonensis.
Entre 1790-1794 et 1860, la commune voisine de Liposthey était rattachée à Pissos.
Sous l'impulsion de la loi du 19 juin 1857, le gemmage se développe et perdure jusqu'au début des années 1980.
En 1818, Dominique Larreillet (1771-1857), entreprenant maître de forges d'Ychoux, reçoit l'autorisation d'établir la forge de Pissos, qui reste active jusqu'au milieu des années 1880. La trop courte durée de vie et le nombre modeste d'emplois créés n'aura pas suffi à installer durablement une culture ouvrière dans la commune.

## Politique et administration
En 1971, l'ancienne commune de Richet fusionne avec Pissos.
| Période                                  | Période      | Identité               | Étiquette | Qualité |
| ---------------------------------------- | ------------ | ---------------------- | --------- | --- |
| 1808                                     | 1830         | Dupuy                  |           | |
| 1830                                     | 1835         | Jean Castaignede       |           | |
| 1835                                     | 1840         | Bertrand Balhadère     |           | |
| 1840                                     | 1854         | Jean Castaignede       |           | |
| 1854                                     | 1868         | Jean-Baptiste Gourgues |           | |
| 1868                                     | 1881         | Emile Castaignede      |           | |
| 1881                                     | 1888         | Aristide Balhadère     |           | |
| 1888                                     | 1890         | Callen                 |           | |
| 1890                                     | 1892         | Emile Castaignede      |           | |
| 1892                                     | 1904         | Gourgues               |           | |
| 1904                                     | 1919         | Alphonse Balhadère     |           | |
| 1919                                     | 1925         | Duprat                 |           | |
| 1925                                     | 1941 (décès) | Paul Roumégoux         |           | Conseiller général du canton de Pissos de 1922 à 1940 Président du Syndicat des sylviculteurs du Sud-Ouest de 1934 à 1937 Notaire |
| 1941                                     | 1948         | Adrien Lacrotte        |           | |
| 1948                                     | 1959         | Jean Roumégoux         |           | |
| 1959                                     | 1963         | Jean Duluc             |           | |
| mars 1983                                | 2014         | Guy Destenave          | PS        | Instituteur retraité Conseiller général du Canton de Pissos de 1973 à 2015                                                        |
| mars 2014                                | En cours     | Denis Saintorens       | DVG       | Médecin |
| Les données manquantes sont à compléter. |              |                        |           | |

## Démographie
| 1793  | 1800  | 1806  | 1821  | 1831  | 1836  | 1841  | 1846  | 1851  |
| ----- | ----- | ----- | ----- | ----- | ----- | ----- | ----- | ----- |
| 1 539 | 1 338 | 1 477 | 1 190 | 1 925 | 1 980 | 2 066 | 2 203 | 2 262 |

| 1856  | 1861  | 1866  | 1872  | 1876  | 1881  | 1886  | 1891  | 1896  |
| ----- | ----- | ----- | ----- | ----- | ----- | ----- | ----- | ----- |
| 2 279 | 1 951 | 1 952 | 1 886 | 1 883 | 1 711 | 1 770 | 1 698 | 1 698 |

| 1901  | 1906  | 1911  | 1921  | 1926  | 1931  | 1936  | 1946  | 1954 |
| ----- | ----- | ----- | ----- | ----- | ----- | ----- | ----- | ---- |
| 1 718 | 1 682 | 1 638 | 1 429 | 1 401 | 1 359 | 1 191 | 1 050 | 928  |

| 1962 | 1968 | 1975 | 1982 | 1990 | 1999  | 2005  | 2006  | 2010  |
| ---- | ---- | ---- | ---- | ---- | ----- | ----- | ----- | ----- |
| 906  | 827  | 809  | 834  | 970  | 1 097 | 1 231 | 1 227 | 1 356 |

| 2015  | 2020  | 2022  | - | - | - | - | - | - |
| ----- | ----- | ----- | - | - | - | - | - | - |
| 1 414 | 1 453 | 1 483 | - | - | - | - | - | - |

## Lieux et monuments
- Église Saint-Pierre de Pissos, inaugurée en 1902[29].
- Église Saint-Jean-Baptiste de Richet du XIIe siècle, inscrite aux monuments historiques par arrêté du 26 juin 1968[30]. Elle est une étape sur une voie secondaire du chemin de Saint-Jacques-de-Compostelle, sur la via Turonensis. Ses peintures murales des murs de la nef et du chœur  datent du XVe siècle[31]. Son clocher est en bardage de châtaignier.
- Cercle de l'Union, lieu de partage local qui perdure depuis plusieurs générations et que l'on peut également retrouver dans d'autres villages landais.

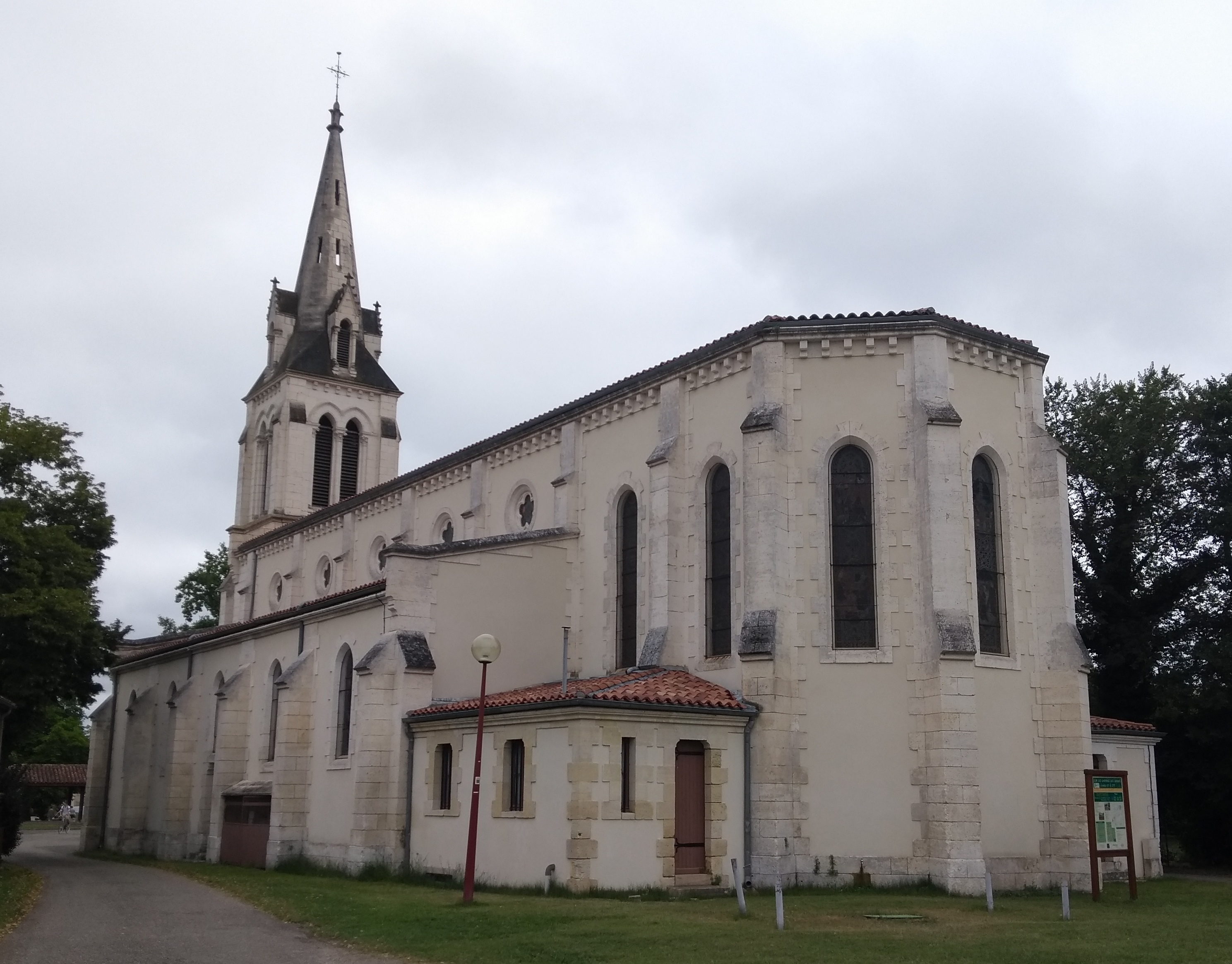
Église Saint-Pierre de Pissos.
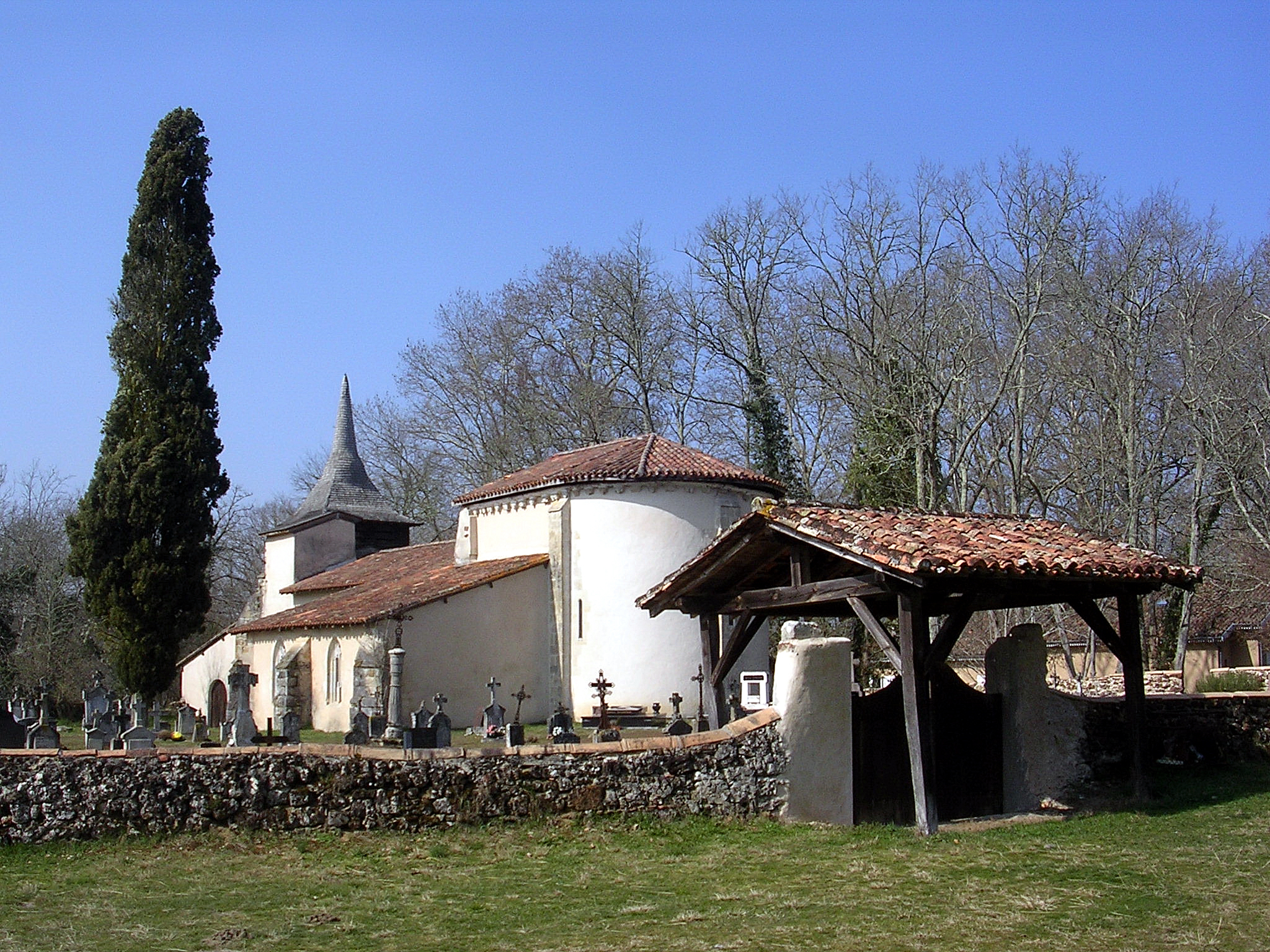
Église Saint-Jean-Baptiste de Richet.
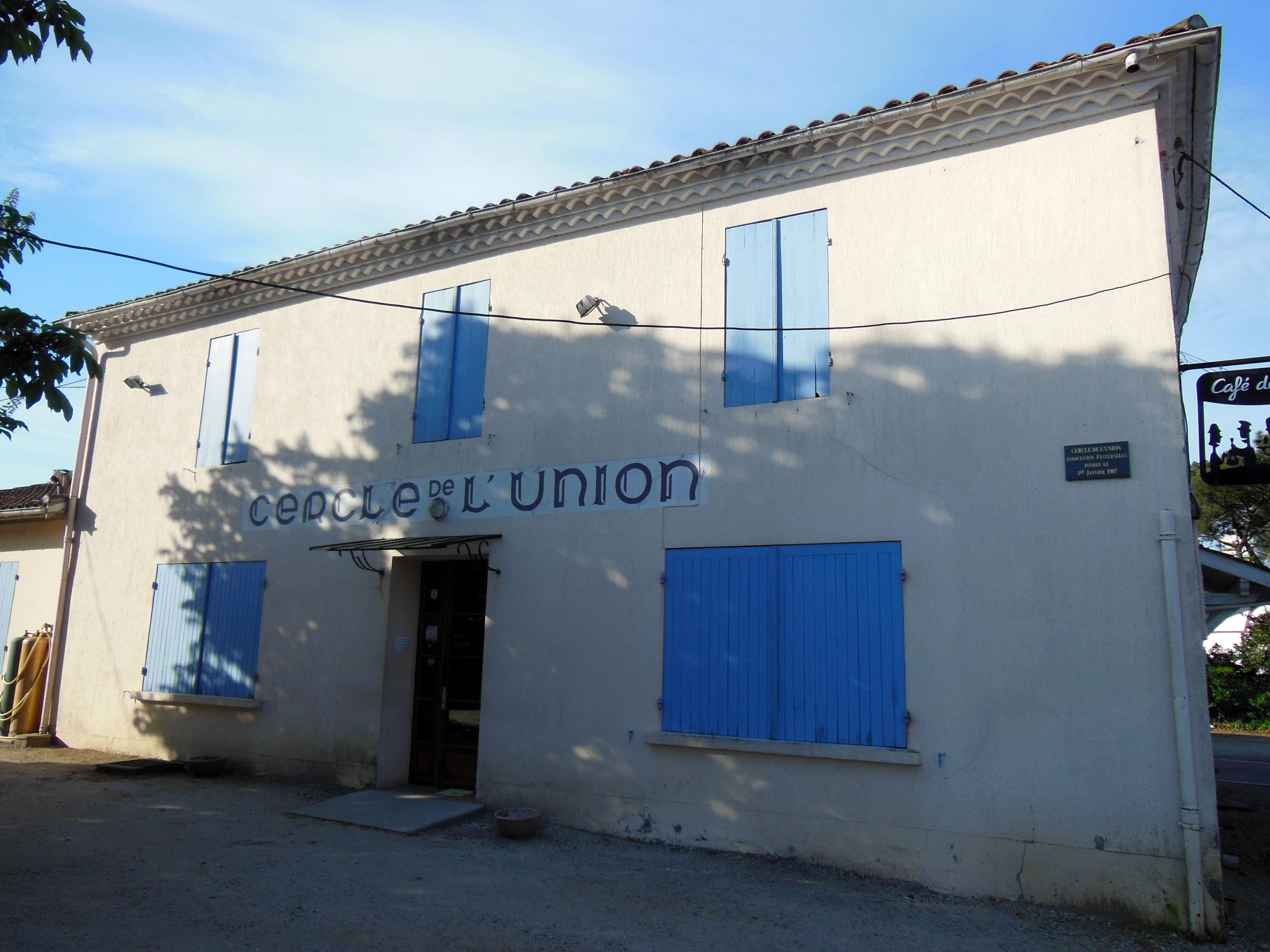
Cercle de l'Union.

## Personnalités liées à la commune
- Jean-Émile Castaignède, homme politique né à Pissos ;
- Charles Kunstler, historien né à Pissos ;
- Roger Sargos (1888, Pissos - 1966, Bordeaux), sylviculteur.

## Vie pratique

### Enseignement
La commune possède une école maternelle et primaire.

### Culture
La commune possède une médiathèque et La Maison de la Nature, un musée décrivant l'histoire sur les Landes de Gascogne dans une maison typique au cœur d'une forêt de pins.
Plusieurs associations culturelles dans l'art et la musique y sont également implantées.

### Loisirs et sports
La commune possède un pôle de loisirs situé aux bords de la Leyre sur la route de Sore, nommée la Base de Testarrouman. Sur cette base, il est possible de pratiquer le canoë (point d'arrivée des canoës), l'accrobranche et l'équitation. 
Le camping municipal y est implanté, situé proche de la piscine municipale, du boulodrome et du club de tennis.
La commune possède également un stade municipal et un skatepark.
La commune possède donc un club de tennis, mais aussi un club de football, de chasse, de tir à l'arc, de pêche, d'Aikido, de pétanque, de cyclisme, de volleyball et un comité des fêtes (les fêtes municipales ayant lieu le week-end de Pentecôte).

### Autres services
Le village possède une supérette (Carrefour express), une station-service, une poste, un fleuriste, deux boulangeries, trois restaurants, une gendarmerie, un bureau de tabac, une caserne de pompiers, une maison de retraite, une salle polyvalente, une salle des fêtes, un centre médical, une pharmacie, un cabinet dentiste, un cabinet kinésithérapeute, un cabinet vétérinaire, deux cabinets d'expert-comptable, quelques boutiques (prêt-à-porter, créations), des fermes bios, trois garages automobiles et un cimetière.